# ایوری شرر
ایوری شرر (انگلیسی: Avery Scharer؛ زادهٔ ۲۳ اوت ۱۹۸۶) بازیکن بسکتبال اهل مغولستان است.